# Parc national de la Maiko

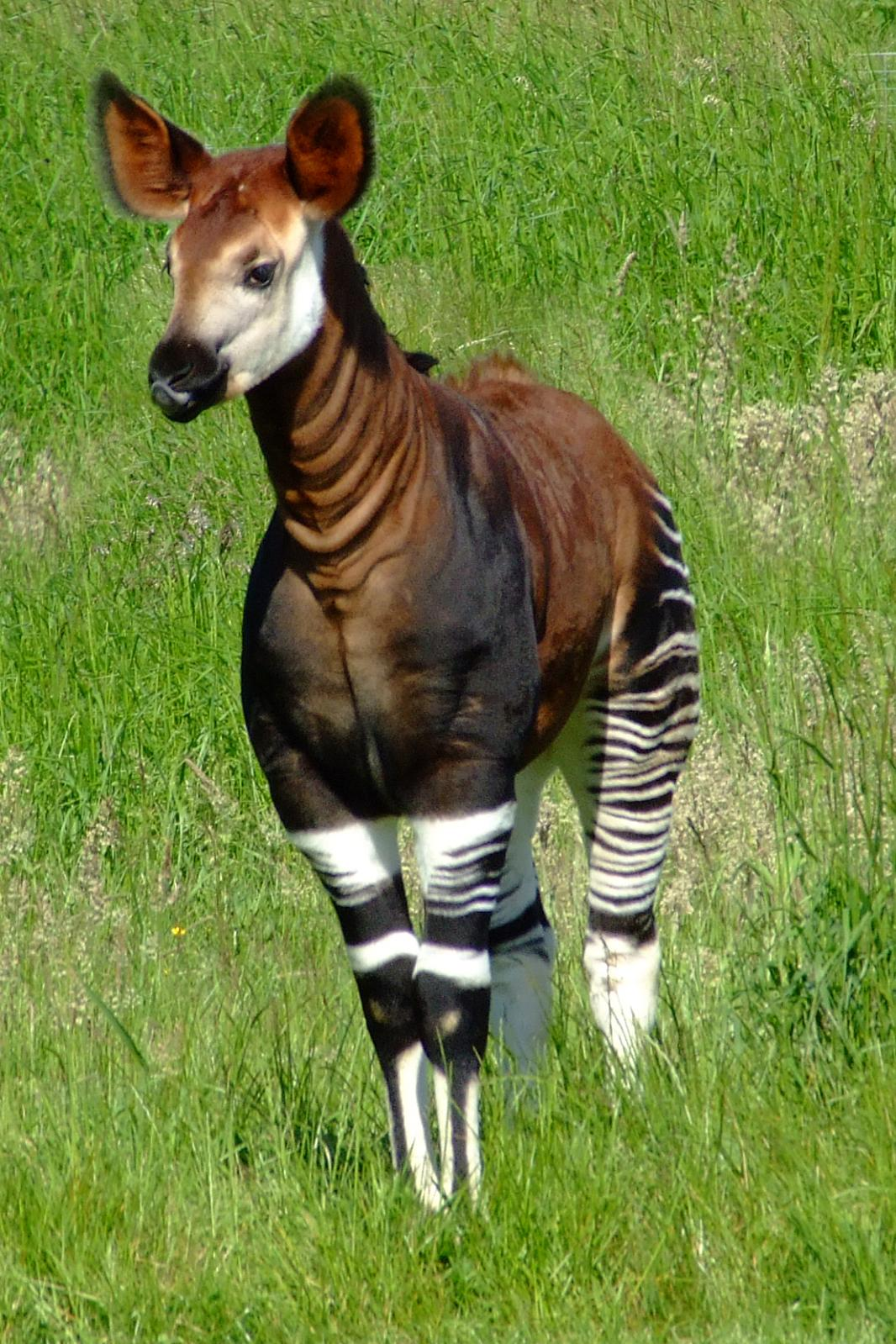
Okapi

Le parc national de la Maiko est un parc national de la république démocratique du Congo, situé dans les provinces de la Tshopo, du Maniema et du Nord Kivu. Il appartient à l'une des régions forestières les plus isolées du pays, et abrite trois des plus spectaculaires espèces animales endémiques du pays : le gorille des plaines de l'est (Gorilla beringei graueri), l'okapi (Okapia johnstoni), et le paon du Congo (Afropavo congoensis). Outre ces animaux endémiques le parc de la Maiko a une importante population des Chimpanzés et des éléphants de forêt.